# Valentina Waldner
Valentina Waldner (* 13. Juni 1993 in New York City) ist eine österreichische Schauspielerin.

## Leben
Valentina Waldner wurde in New York, Vereinigte Staaten geboren und verbrachte die ersten Jahre in Manhattan. Mit 6 Jahren zog sie mit ihrer Familie nach Wien. Nach der Matura studierte sie erst Rechtswissenschaften, entschied sich jedoch um, um eine Schauspielausbildung an der Schauspielschule Krauss zu absolvieren.

### Theater
Nach ihrem Abschluss im Jahr 2019 folgten mehrere Engagements, unter anderem die Produktion „Königin der Berge“, nach dem gleichnamigen Roman von Daniel Wisser, unter der Regie von Margit Mezgolich, in dem sie die Psychologin Katharina verkörperte. Das Stück wurde 2020 in der Kategorie „Beste Off-Produktion“ für den Nestroy-Theaterpreis nominiert.
2019 veranstaltete sie gemeinsam mit Maxi Blaha im Palais Schönborn-Batthyány im Rahmen einer Bauhaus-Ausstellung einen Literatur- und Musikabend mit Songs und Texten von Kurt Weill, Bertolt Brecht und Aufzeichnungen der Bauhaus Frauen.
2023 verkörperte sie die Rolle der Andromache in „Kassandra und die Frauen Trojas“ unter der Regie von Christina Gegenbauer bei den Sommerspiele Melk.

### Film und Fernsehen
Valentina Waldner stand bereits während ihrer Ausbildung für zahlreiche Kurzfilm-Produktionen vor der Kamera.
2020 verkörperte sie die Rolle der „Maria“ für den mittellangen Kurzfilm Impetus (Regie von Benjamin Knöbl), für welche sie in der Kategorie „Best supporting actress“ beim Lonely Wolf Film Fest nominiert wurde.
2021 spielt sie in der österreichischen Krimiserie SOKO Donau die Episodenhauptrolle Jana Pitroff.
In der ORF-Produktion Universum History verkörperte Waldner 2022 die Rolle der Mizzi Kaspar, enge Vertraute und Geliebte des Kronprinzen Rudolf von Österreich-Ungarn, in der Episode „Duell der Kronprinzen“ (Regie Reinhold Bilgeri).
Im österreichischen Fernsehfilm Der Metzger traut sich unter der Regie von Michael Podogil, ist Valentina Waldner in der Rolle der „Mutter Duhsku“ zu sehen (Erstausstrahlung 2023).
Im feministischen Film È A QUESTO PUNTO CHE NASCE IL BISOGNO DI FARE STORIA, welcher sich mit der italienischen Autorin, Kunstkritikerin und Feministin Carla Lonzi beschäftigt, verkörperte Valentina Waldner, unter der Regie von Constanze Ruhm, die Kunstkritikerin Catherine de Rambouillet. (Erstausstrahlung 2024).

### Privates
Waldner ist Tochter des Politikers Wolfgang Waldner und Nichte der ORF-Moderatorin Gabi Waldner.

## Filmografie (Auswahl)
- 2017: Stifado
- 2017: First Date (Kurzfilm)
- 2019: Lob der Torheit
- 2020: Impetus (Kurzfilm)
- 2021, 2023: SOKO Donau (Fernsehserie)
- 2021: Tiafe Typen
- 2022: Universum History (Fernsehserie)
- 2023: Der Metzger traut sich
- 2023: Leuchten
- 2023 CARLA LONZI - È A QUESTO PUNTO CHE NASCE IL BISOGNO DI FARE STORIA